# Усадьба Беллей
Усадьба Беллей — усадебно-парковый ансамбль начала XX века в Петергофе. Был создан по заказу Николая Николаевича Беллей под руководством архитектора Ипполита Претро. Комплекс включает в себя жилой дом, летнюю и зимнюю оранжереи, ворота с оградой и пейзажный парк.

## История
Сын британского подданного Николай Николаевич Беллей являлся одним из организаторов Общества костеобжигательных заводов. Также он основал в Санкт-Петербурге «Общество электрических железных дорог», занимавшееся строительством трамвайной сети. Супруга Николая Николаевича, Вера Семёновна Беллей, приходилась тёткой Георгию Адамовичу.
Усадьба под Петергофом принадлежала отцу Беллея Николаю Дмитриевичу. Николай Николаевич же, став к началу XX века миллионером и публичной персоной, нуждался в представительной резиденции. По его приглашению «старую отцовскую дачу» перестроил архитектор Ипполит Претро. Помимо двухэтажного особняка и ряда служебных построек, в усадьбе были устроены страусиная ферма, три пруда, две оранжереи и музыкальный павильон. В регулярном парке высадили ряды лип и разбили цветники. В одной из оранжерей располагалась коллекция гортензий, которой гордились хозяева.
В 1914 году Николай Беллей скончался, за усадьбой продолжали ухаживать его вдова и садовник Отто Мартынович Помберг. В 1920-м Вера Беллей уехала из СССР, Отто Помберг оставался в усадьбе до 1941 года и вернулся в неё после войны. После 1921-го территорию усадьбы передавали различным организациям под дома отдыха и санатории, а в 1948 году в её зданиях разместили склад НИИ приборостроения.
В 1975 году часть усадебного комплекса (в составе «Бывший особняк Н. Беллей с садовым павильоном») была взята под охрану государства.
В 1990-х годах усадьбу официально передали предприятию «Научные приборы», однако она фактически не использовалась и пришла в запустение.

## Современное состояние
С 2012 года усадьба находится во владении частных собственников. В 2018 году ансамбль получил статус объекта культурного наследия регионального значения. По состоянию на 2019 год КГИОП зафиксировал многочисленные нарушения охранного обязательства и произвольные строительные работы. Было возбуждено пять административных дел.